# Liste der Stolpersteine in Bobenheim-Roxheim
In der Liste der Stolpersteine in Bobenheim-Roxheim werden die vorhandenen Gedenksteine aufgeführt, die im Rahmen des Projektes Stolpersteine des Künstlers Gunter Demnig bisher in Bobenheim-Roxheim verlegt worden sind.

## Verlegte Stolpersteine
| Adresse                         | Name               | Inschrift                                                                                             | Verlegedatum  | Bild | Anmerkung                           |
| ------------------------------- | ------------------ | --- | ------------- | --- | ----------------------------------- |
| Otto-Karch-Straße 29 (Standort) | Wilhelmina Fränkel | Hier wohnte Wilhelmina Fränkel Jg. 1886 deportiert 1940 Gurs tot 5.3.1941                             | 14. Okt. 2015 | Bild gesucht Die Wikipedia wünscht sich an dieser Stelle ein Bild vom Ort mit diesen Koordinaten 49.57845 8.3608 . Motiv: Stolperstein Wilhelmina und Franziska Fränkel Falls du dabei helfen möchtest, erklärt die Anleitung , wie das geht. BW | geboren am 21. Juli 1886 in Roxheim |
| Otto-Karch-Straße 29 (Standort) | Franziska Fränkel  | Hier wohnte Franziska Fränkel Jg. 1888 deportiert 1940 Gurs interniert Drancy 1944 Auschwitz ermordet | 14. Okt. 2015 | Bild gesucht Die Wikipedia wünscht sich an dieser Stelle ein Bild vom Ort mit diesen Koordinaten 49.57845 8.3608 . Motiv: Stolperstein Wilhelmina und Franziska Fränkel Falls du dabei helfen möchtest, erklärt die Anleitung , wie das geht. BW | geboren am 24. Juni 1888 in Roxheim |